# Yirol Airport
Yirol Airport är en flygplats i Sydsudan. Den ligger i den centrala delen av landet, 220 kilometer nordväst om huvudstaden Juba. Yirol Airport ligger 432 meter över havet. Den ligger vid sjön Lake Yirol.
Terrängen runt Yirol Airport är platt. Runt Yirol Airport är det glesbefolkat, med 18 invånare per kvadratkilometer.. Närmaste större samhälle är Yirol, 2,0 kilometer sydväst om Yirol Airport.
Omgivningarna runt Yirol Airport är huvudsakligen savann.